# 卡斯托尔和波鲁克斯神庙 (阿格里真托)
卡斯托尔和波鲁克斯神庙是一座古希腊多立克式神庙，位于意大利西西里岛阿格里真托的神殿之谷中，现已沦为废墟。

## 描述
这座神庙坐落在神殿之谷中神庙L的北侧，它长31米，宽13.39米，采用经典的古希腊神庙六柱围柱式构建，短边有6根柱子，长边有13根柱子。被后人以著名的孪生子卡斯托尔和波鲁克斯命名（他们也被称为狄奥斯库洛伊兄弟）。神庙本身只剩一堆废墟，但在原址上还保留着四根柱子和一部分的柱楣。这其实是19世纪早期被人们以错误的方式拼起来的，这些柱子和柱楣中有很多部分都来自其他神庙的遗迹。